# تششمة ماهي (تشناران)
تششمة ماهي (بالفارسية: چشمه ماهی) هي قرية تقع في قسم تشناران الريفي (مقاطعة تشناران) في إيران. يقدر عدد سكانها بـ 27 نسمة .